# Release the Bats
Release the Bats – jedyny singel wydany z płyty Junkyard pod koniec lipca 1981 roku. Płyta 7" zawierała następujące utwory:
1. "Release the Bats"
2. "Blast Off!"